# Otto Carlsson (fotbollsspelare)
Otto Carlsson, född den 16 december 1901, död 1 mars 1982, var en svensk fotbollsspelare och fotbollstränare.
Carlsson inledde sin spelarkarriär i Limhamns IF 1917. Han representerade även Malmö Latinskolas IF (MLI). 1920 kom han till IFK Malmö där han spelade 2 säsonger. 1921 flyttade Carlsson till Lübeck i Tyskland för att skaffa sig en handelsutbildning och fortsatte då sin fotbollskarriär i det lokala laget LBV Phönix till mitten av 1922 då han värvades till Hamburger SV vilka han representerade till 1933. 
Han deltog i HSV:s titelvinnande lag både 1922 (då klubben blev förklarade mästare, men avsade sig titeln) och 1923. Under sin period i klubben blev Carlsson nordtysk mästare 7 gånger och spelade två landskamper, mot Tyskland samt Tjeckoslovakien under 1926. Mellan 1924 och 1926 spelade han även 15 allsvenska matcher för IFK Malmö (2 mål). 1934 återvände han till LBV Phönix och stannade fram till och med 1942 då han flyttade tillbaka till Sverige. Efter spelarkarriären fungerade han som tränare för IK Brage 1942-1944, samt för IFK Malmö 1945-1946.   